# Nông Đức Mạnh
Nông Đức Mạnh, né le 11 septembre 1940 à Bắc Kạn, a été élu secrétaire général du Parti communiste vietnamien le 22 avril 2001. Réélu en avril 2006, il laisse sa place à Nguyễn Phú Trọng le 19 janvier 2011.

## Biographie
Sa biographie officielle le décrit comme fils de paysans du groupe ethnique Tày, né à Cuong Loi, District de Na Ri, Province de Bắc Kạn. Il rejoint la révolution en 1958. Il est admis au Parti communiste vietnamien le 5 juillet 1963 et devient membre officiel le 10 juillet 1964.
En juin 1991 il devient membre du politburo du PCV puis président de l'Assemblée nationale vietnamienne en septembre 1992.
Des rumeurs le tenaient pour le fils naturel de Hồ Chí Minh. En avril 2001, après sa sélection à la tête du PCV, un journaliste lui demanda de confirmer ou démentir les rumeurs. Il répondit « Tout le peuple vietnamien est le fils de l'oncle Ho ». En janvier 2002, il démentit à nouveau la rumeur à  un journaliste de Time Asia, en ajoutant que tous les Vietnamiens considéraient Hồ Chí Minh comme leur père spirituel.
Il est considéré comme un réformiste et a annoncé qu'il voulait que le Viêt Nam devienne un pays industrialisé d'ici 2020.